# Der Mohnblumenberg
Der Mohnblumenberg (jap. コクリコ坂から ‚vom Mohnblumenhang‘) ist ein Anime von Studio Ghibli aus dem Jahr 2011. Er basiert auf dem Manga Kokurikozaka kara und wurde unter der Regie von Gorō Miyazaki umgesetzt. Der Film spielt 1963 in Yokohama und dreht sich um das Schulmädchen Umi Matsuzaki (松崎 海 Matsuzaki Umi), auch Mer genannt, und den Jungen Shun Kazama (風間 俊 Kazama Shun), die beide über das Schicksal ihrer Eltern verbunden sind.

## Handlung

Von Umi gehisstes Signal

Seit Umis Vater Yūichirō Sawamura (澤村 雄一郎 Sawamura Yūichirō) im Koreakrieg auf See verschollen ist, lebt sie bei ihrer Großmutter Hana Matsuzaki (松崎 花 Matsuzaki Hana) in einem Haus auf einem Hügel am Hafen mit Blick aufs Meer. Sie hilft im Haushalt, auch für die anderen Mieter des Hauses, während ihre Mutter und Ärztin Ryōko Matsuzaki (松崎 良子 Matsuzaki Ryōko) beruflich auf Reisen ist. Jeden Morgen setzt Umi die Signalflaggen vor dem Haus, um mit dieser Nachricht an den möglicherweise doch wiederkehrenden Vater das Andenken an ihn zu erhalten.
In der Schule lernt sie ihren Mitschüler Shun Kazama, den Chef des Zeitungsklubs, kennen, der zusammen mit Schülersprecher Mizunuma (水沼) einen Protest gegen den Abriss des alten Klubhauses Quartier Latin anführt. Das heruntergekommene Haus soll aufgrund der bald in Tokio stattfindenden Olympischen Sommerspiele 1964 abgerissen und durch ein zeitgemäßeres Bauwerk ersetzt werden. Als Umi dort Shun besucht und ihm bei der nächsten Auflage der Zeitung hilft, fällt ihr der Zustand des Gebäudes auf. Daraufhin organisiert sie eine großangelegte Aktion zum Putzen und Sanieren des Hauses, wobei viele Schüler mitmachen. Das Ergebnis überzeugt viele Schüler, sodass nun die Mehrheit der Schülerschaft für den Erhalt des Quartier Latin stimmt.
Bei einem Besuch zeigt Umi Shun eine Fotografie mit ihrem Vater, auf der dieser auch seinen Vater zu erkennen glaubt. Denn bei seinen Stiefeltern, zu denen er schon bald nach seiner Geburt kam, gibt es das gleiche Bild der drei Matrosen. Shun meidet Umi zunächst und sie glaubt, er möge sie nicht mehr. Als sie ihn zur Rede stellt, erklärt er, dass sie vermutlich Geschwister sind und beide wissen nicht, wie sie nun miteinander umgehen sollen. Auf ihre Nachforschungen hin stellt sich jedoch heraus, dass Shun der Sohn eines Freundes von Yūichirō Sawamura ist, der ebenfalls auf dem Foto abgebildet ist. Yūichirō hatte Shun nach der Geburt aufgenommen und als eigenes Kind eintragen lassen, da die Mutter bei der Geburt verstorben war und der Vater zur See fahren musste. Shun wäre sonst in einem Waisenhaus aufgewachsen. Ryōko, selbst gerade mit Umi schwanger, sah sich jedoch damit überfordert, weshalb Yūichirō Shun an ein anderes befreundetes Pärchen weitergab, welches ihr Baby gerade verloren hatte.
Zusammen mit Mizunuma fahren Umi und Shun nach Tokio und überzeugen dort den Vorsitzenden ihres Schulvorstands, sich einen persönlichen Eindruck vom Quartier Latin zu machen. Beim Besuch tagsdarauf ist dieser positiv überrascht, weshalb es zu keinem Abriss des Gebäudes kommt. Am gleichen Tag können die beiden den dritten Mann auf dem Foto ihrer Väter kennenlernen, dessen Schiff gerade im Hafen liegt. Er klärt sie über die Freundschaft der drei Männer auf, von denen nur noch er lebt, und freut sich, die Kinder seiner beiden Kameraden kennengelernt zu haben.

## Produktion
Die Vorlage zur Verfilmung bildet der Manga Kokurikozaka kara des Autors Tetsurō Sayama und der Zeichnerin Chizuru Takahashi, der in Japan 1980 im Magazin Nakayoshi des Verlags Kodansha erschien. Im Anime wurde der Familienname der Protagonistin von Komatsuzaki auf Matsuzaki geändert. Das adaptierte Drehbuch schrieben Keiko Niwa und Hayao Miyazaki. Dessen Sohn Gorō Miyazaki führte bei der Umsetzung bei Studio Ghibli Regie, nach dem Film Die Chroniken von Erdsee zum zweiten Mal. Der Name des Studios ist im Film auf einer Plakette am Schiff Koyo Maru Yokohama zu sehen. Für das Charakterdesign war Katsuya Kondō verantwortlich. Die künstlerische Leitung lag bei Kamon Ooba, Noboru Yoshida, Takashi Omori und Yohei Takamatsu. Für den Ton war Hiroshi Kasamatsu verantwortlich und für die Kameraführung Atsushi Okui. Produzent war Toshio Suzuki.
Die von Umi mehrfach gehissten Signalflaggen zeigen die Buchstaben „U“ und „W“ des internationalen Flaggenalphabets mit der Bedeutung „Ich wünsche eine gute Fahrt!“. Der Vorname Umi (海) trägt dieselbe Bedeutung wie der Spitzname Mer im französischen, zu deutsch „Meer“.

### Synchronisation
Die deutschsprachige Fassung des Films wurde bei der Scalamedia GmbH in München vertont. Kathrin Gaube, die auch die Rolle der Sachiko sprach, schrieb das Dialogbuch, Peter Woratz führte die Dialogregie.
| Rolle             | Japanischer Sprecher (Seiyū) | Deutscher Sprecher |
| ----------------- | ---------------------------- | ------------------ |
| Umi Matsuzaki     | Masami Nagasawa              | Laura Maire        |
| Shun Kazama       | Jun’ichi Okada               | Tim Schwarzmaier   |
| Hana Matsuzaki    | Keiko Takeshita              | Dagmar Dempe       |
| Shirô Mizunuma    | Shunsuke Kazama              | David Turba        |
| Dr. Miki Hokuto   | Yuriko Ishida                | Beate Pfeiffer     |
| Sachiko Hirokôji  | Rumi Hiiragi                 | Kathrin Gaube      |
| Yoshio Onodera    | Takashi Naito                | Walter von Hauff   |
| Akio Kazama       | Nao Omori                    | Crock Krumbiegel   |
| Tokumaru          | Teruyuki Kagawa              | Ekkehardt Belle    |
| Sora Matsuzaki    | Haruka Shiraishi             | Paulina Rümmelein  |
| Riku Matsuzaki    | Tsubasa Kobayashi            | Felix von Opel     |
| Ryōko Matsuzaki   | Jun Fubuki                   | Claudia Lössl      |
| Yūichirō Sawamura | Junichi Okada                | Patrick Schröder   |

### Musik
Die Musik des Films wurde komponiert von Satoshi Takebe. Außerdem kommen im Film folgende Lieder vor:
- Titelsong: Sayonara no Natsu – Kokurikozaka kara (さよならの夏~コクリコ坂から~) gesungen von Aoi Teshima, komponiert von Kōichi Sakata, geschrieben von Yukiko Marimura
- Asagohan no Uta (朝ごはんの歌) gesungen von Aoi Teshima, komponiert von Hiroko Taniyama, geschrieben von Gorō Miyazaki
- Hatsukoi no Koro (初恋の頃) gesungen von Aoi Teshima, komponiert von Hiroko Taniyama, geschrieben von Gorō Miyazaki
- Kon’iro no Uneri ga (紺色のうねりが) gesungen von Aoi Teshima, komponiert von Hiroko Taniyama, geschrieben von Gorō Miyazaki
- Ue o Muitearukō (上を向いて歩こう) gesungen von Kyū Sakamoto, komponiert von Hachidai Nakamura, geschrieben von Rokusuke Ei

## Veröffentlichung
Der Film wurde am 15. Dezember 2010 offiziell angekündigt. Die Premiere fand am 16. Juli 2011 in Japan statt. Der Film wurde in Japan von Tōhō vertrieben, die Fernsehausstrahlung erfolgte bei Nippon TV. Im November 2011 kam er in Taiwan in die Kinos, es folgte die Premiere in Frankreich im Januar 2012 und weitere internationale Veröffentlichungen. Darunter waren Festival-Aufführungen wie 2012 beim Future Film Festival in Italien und Reel Anime in Australien. In Deutschland kam er am 21. November 2013 in die Kinos. Für den deutschen Vertrieb zeichnete Universum Anime verantwortlich.

## Rezeption
Die weltweiten Einnahmen betrugen über 61 Millionen US-Dollar. Beim Japanese Academy Award 2012 gewann der Film den Preis für den besten Animationsfilm. Bei den Tokyo Anime Awards 2012 wurde der Film als bester Animationsfilm des Jahres und als bester japanischer Animationsfilm ausgezeichnet. Darüber hinaus wurde Satoshi Takebe für die beste Filmmusik ausgezeichnet. Für weitere Preise erhielt der Film Nominierungen, darunter 2013 für den Annie Award.

„Als hätte es der Vater dem Sohne aufgetragen, entstand mit Der Mohnblumenberg der direkte Gegenentwurf zu Die Chroniken von Erdsee. Kein maßlos übersteigertes, hohles Fantasyepos, sondern eine intime, auf wenige Figuren fokussierte Coming Of Age-Geschichte, geprägt von einem Land, das sich in einer Identitätskrise befand zwischen Weltkriegstrauma, Tradition und Wirtschaftswandel. Eine zutiefst persönliche Erzählung, die jegliche lauten, akzentuierten Töne oder äußere Beeinflussung meidet und sich ganz auf das Innenleben der beiden jugendlichen Protagonisten konzentriert. Wenn Erdsee ein plumpes Spektakel war; ein Fels, der unkontrolliert und tosend ins Wasser stürzt, so gleicht Der Mohnblumenberg einem rund geschliffenen, kleinen Kieselstein, der geschickt über die Wasseroberfläche springt und tanzt.“

Im Spiegel nennt Moritz Piehler den Film ein „feines Gesellschaftsporträt des Nachkriegsjapan auf dem Weg in die Moderne“, auch wenn man nach den „Symbolen der Auflehnung […] in dieser japanischen Version des "Fliegenden Klassenzimmers" schon sehr genau Ausschau halten“ müsse. Es stehe die „vorsichtige erste Teenager-Liebe“ im Vordergrund, „erzählt in sanften, romantischen Bildern vor den malerischen Hügeln Yokohamas“. Dahinter werde vom Nachkriegsjapan erzählt, das mit den Verlusten aus zwei Kriegen umgehen lernen müsse – nicht nur dem Koreakrieg, denn Shuns Familie ist bis auf seinen Vater durch die Atombombe auf Hiroshima ums Leben gekommen. Auch die Olympischen Spiele von 1964 als Symbol und Zäsur für das moderne Japan, das wieder auf der Weltbühne angekommen ist, kommen vor. Dabei wolle Miyazaki nicht die Vergangenheit verklären, sondern den Zusammenhalt des Pärchens in Zeiten des Wandels zeigen. Doch Umi breche nie wirklich aus ihrer Rolle als Ersatz-Hausfrau aus, und so bleibe „die Revolte der beiden eine Geste, der Erhalt des Clubhauses ein Symbol für die Mühe, sich einer alles vertuschenden Moderne entgegenzustellen“. Die zeitgenössische Musik und „die sehr klassische Anime-Bildsprache mit ihren weichen Zeichnungen unterstreicht die wattige Atmosphäre der Erzählung, Goro Miyzaki verzichtet auf die spektakulären, vor Phantasie berstenden Bilder, die seinen Vater so berühmt gemacht haben. Er sucht einen subtileren Weg. Und das ist kein schlechter.“